# Городское поселение посёлок Уразово
Городско́е поселе́ние «Посёлок Ура́зово» — упразднённое муниципальное образование в составе Валуйского района Белгородской области Российской Федерации.
Административный центр — пгт Уразово.
19 апреля 2018 года упразднено при преобразовании Валуйского района в Валуйский городской округ.

## История
Городское поселение «Посёлок Уразово» образовано 20 декабря 2004 года в соответствии с Законом Белгородской области № 159.

## Население
| 2010  | 2011  | 2012  | 2013  | 2014  | 2015  | 2016  |
| ----- | ----- | ----- | ----- | ----- | ----- | ----- |
| 8753  | ↘8724 | ↗8755 | ↗8767 | ↘8693 | ↗8762 | ↘8686 |
| 2017  | 2018  |       |       |       |       |       |
| ↘8636 | ↘8570 |       |       |       |       |       |

## Состав городского поселения
| № | Населённый пункт | Тип населённого пункта      | Население |
| - | ---------------- | --------------------------- | --------- |
| 1 | Знаменка         | село                        | ↗394      |
| 2 | Лобковка         | хутор                       | ↗31       |
| 3 | Соболевка        | село                        | ↘920      |
| 4 | Тогобиевка       | село                        | ↗143      |
| 5 | Уразово          | пгт, административный центр | ↘6570     |
| 6 | Шведуновка       | село                        | ↗283      |

## Общие сведения
Учреждения культуры: Уразовский Дом культуры, «Знаменский СДК», МУК «Соболевский модельный СДК», Шведуновский сельский клуб, МОУДОД «Уразовская детская школа искусств», Уразовский краеведческий музей, МУК «МЦБ Валуйского района» Уразовская поселковая модельная библиотека, МУК «МЦБ Валуйского района» Уразовская детская модельная библиотека, МУК «МЦБ Валуйского района» Соболёвская модельная библиотека, Соболёвский «Дом мастера».
Медицинские учреждения: МУЗ «Уразовская районная больница №2», Заоскольский ФАП, Шведуновский ФАП.
Образовательные учреждения: МОУ «Уразовская средняя общеобразовательная школа №1», МОУ «Уразовская средняя общеобразовательная школа №2», МОУ «Соболевская основная общеобразовательная школа»,   6-ю дошкольными учреждениями: МДОУ «Детский сад пгт. Уразово №1», МДОУ «Детский сад пгт. Уразово №2», МДОУ «Детский сад №3», МДОУ «Уразовский детский сад №4», МДОУ «Детский сад с. Знаменка», МДОУ «Детский сад с. Соболевка». МБОУ ДОД «Валуйский Дом детского творчества, МБОУ ДОД «Уразовская станция юннатов», Уразовская ДСЮШ, спортивно-оздоровительный клуб «Русич».
Предприятия: Уразовское потребительское общество, ОАО «Уразовский пищекомбинат», ООО «Металлист», ООО «Уразовский кирпичный завод», ОАО «Уразовский элеватор», ЗАО "Импульс" кирпичный завод.
Учреждения: Филиал «Восточное объединение по ЭГХ», МУП «Уразовское ЖКХ», Семенная инспекция, Ветеринарная лечебница, «Уразовский Геронтологический центр», «Комплексный центр по реабилитации лиц без определенного места жительства и граждан, освободившихся из мест лишения свободы», ООО «РГС-Центр», Сбербанк, Почта.
В торговле и общественном питании действуют более 65 магазинов, 9 предприятий общественного питания и 10 предприятий бытового обслуживания населения.
На территории расположены Уразовский храм в честь Усекновения главы Иоанна Предтечи и Уразовский храм в честь знамения Пресвятой Богородицы.